# Clypeaster rosaceus
A Clypeaster rosaceus a tengerisünök (Echinoidea) osztályának Clypeasteroida rendjébe, ezen belül a Clypeasteridae családjába tartozó faj.
A Clypeaster tüskésbőrűnem típusfaja.

## Előfordulása
A Clypeaster rosaceus előfordulási területe az Atlanti-óceán nyugati felének a középső részén, főleg a Karib-tengerben és a Mexikói-öbölben van. A következő országok tengervizeiben lelhető fel: főképp Puerto Ricóéban, de Belizeében, Kolumbiáéban, Kubáéban, a Dominikai Köztársaságéban, Haitiéban, Honduraséban, Jamaicáéban, Mexikóéban, Panamáéban és Venezueláéban is.

## Életmódja
Tengeri állatfaj, mely életét a tengerfenéken tölti. Valószínűleg szerves törmelékkel táplálkozik. A Pseudanthessius pectinifer nevű evezőlábú rákfaj élősködik rajta.

## Képek

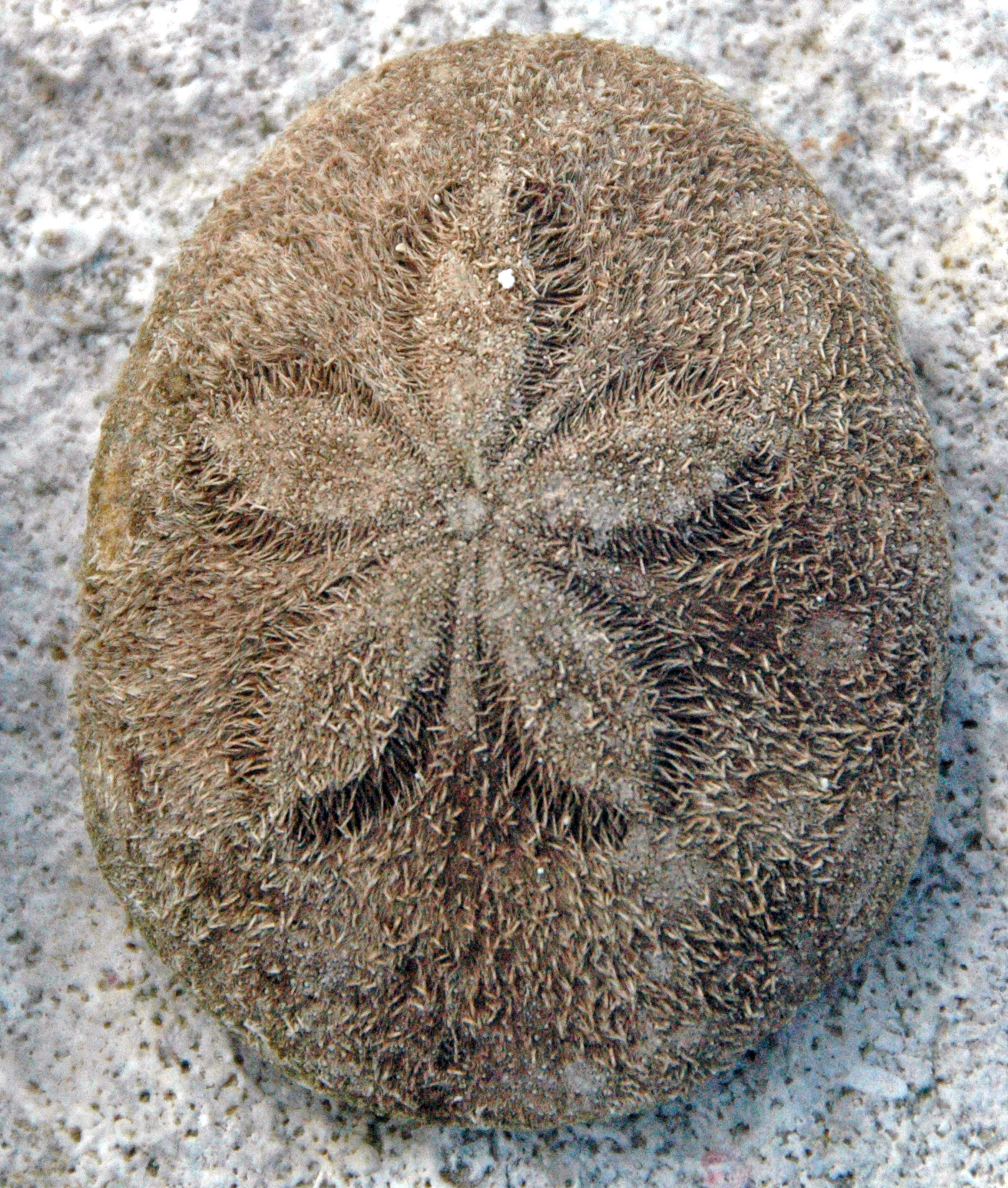
A partokon
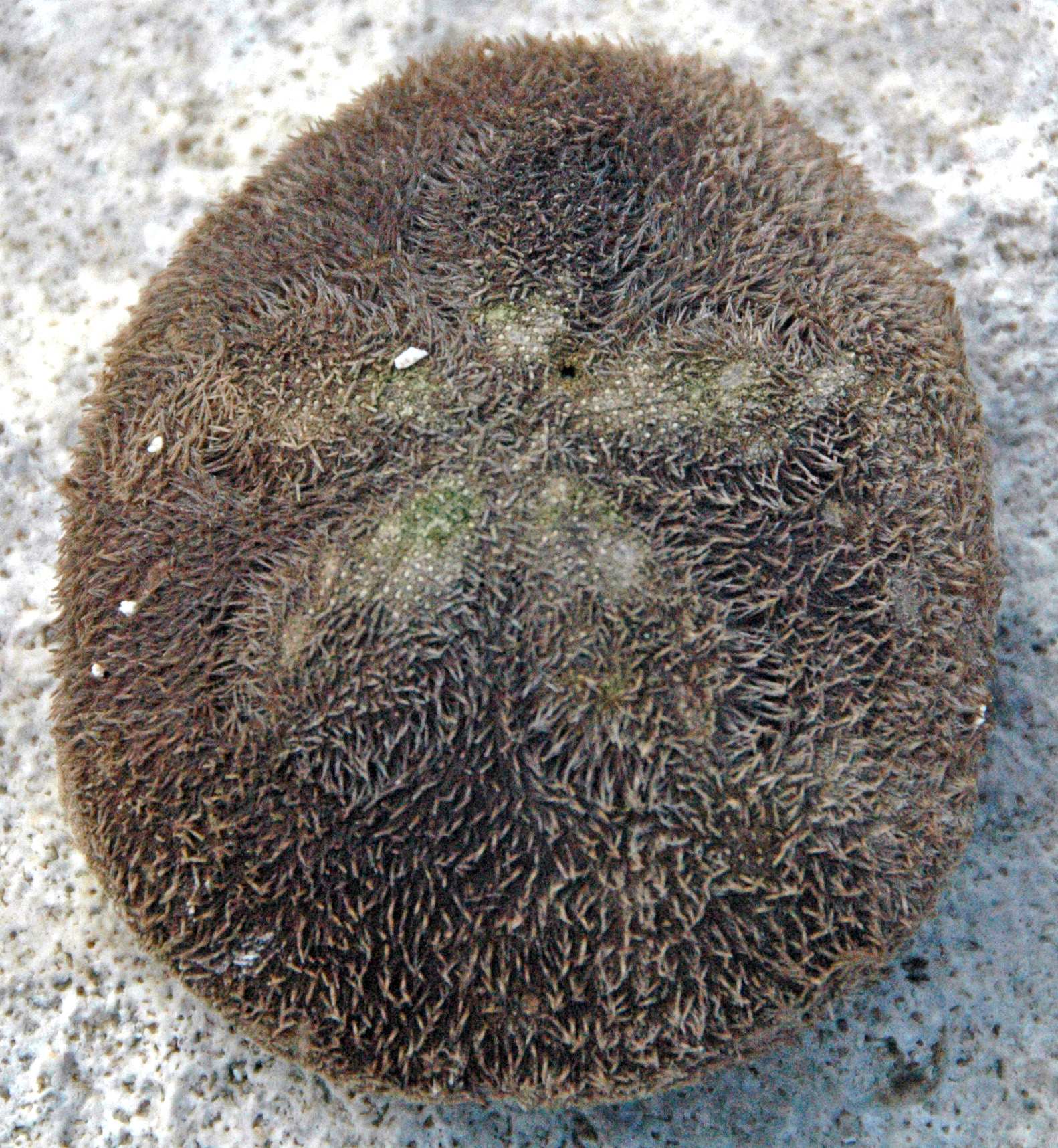
és a
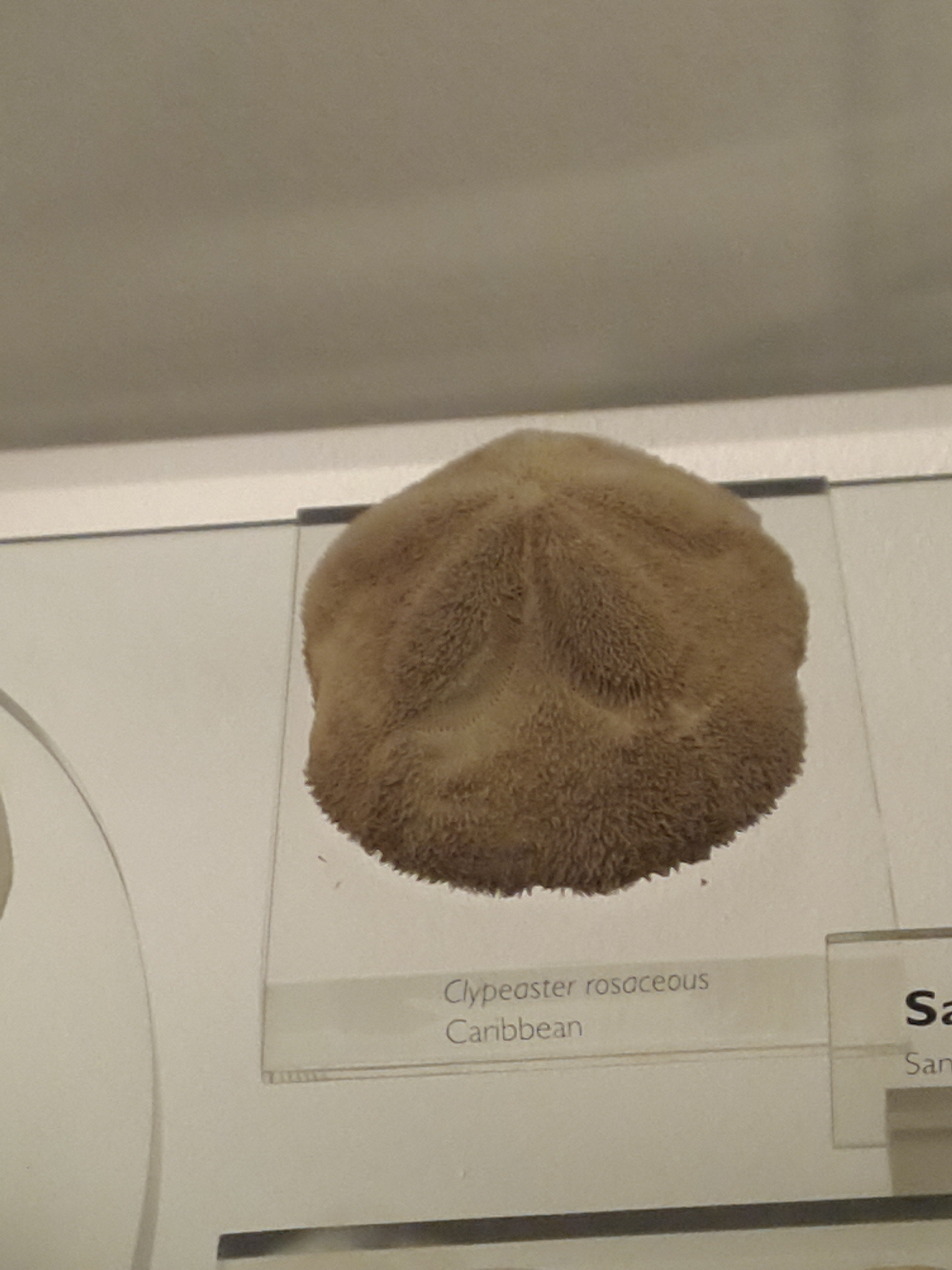
múzeumban
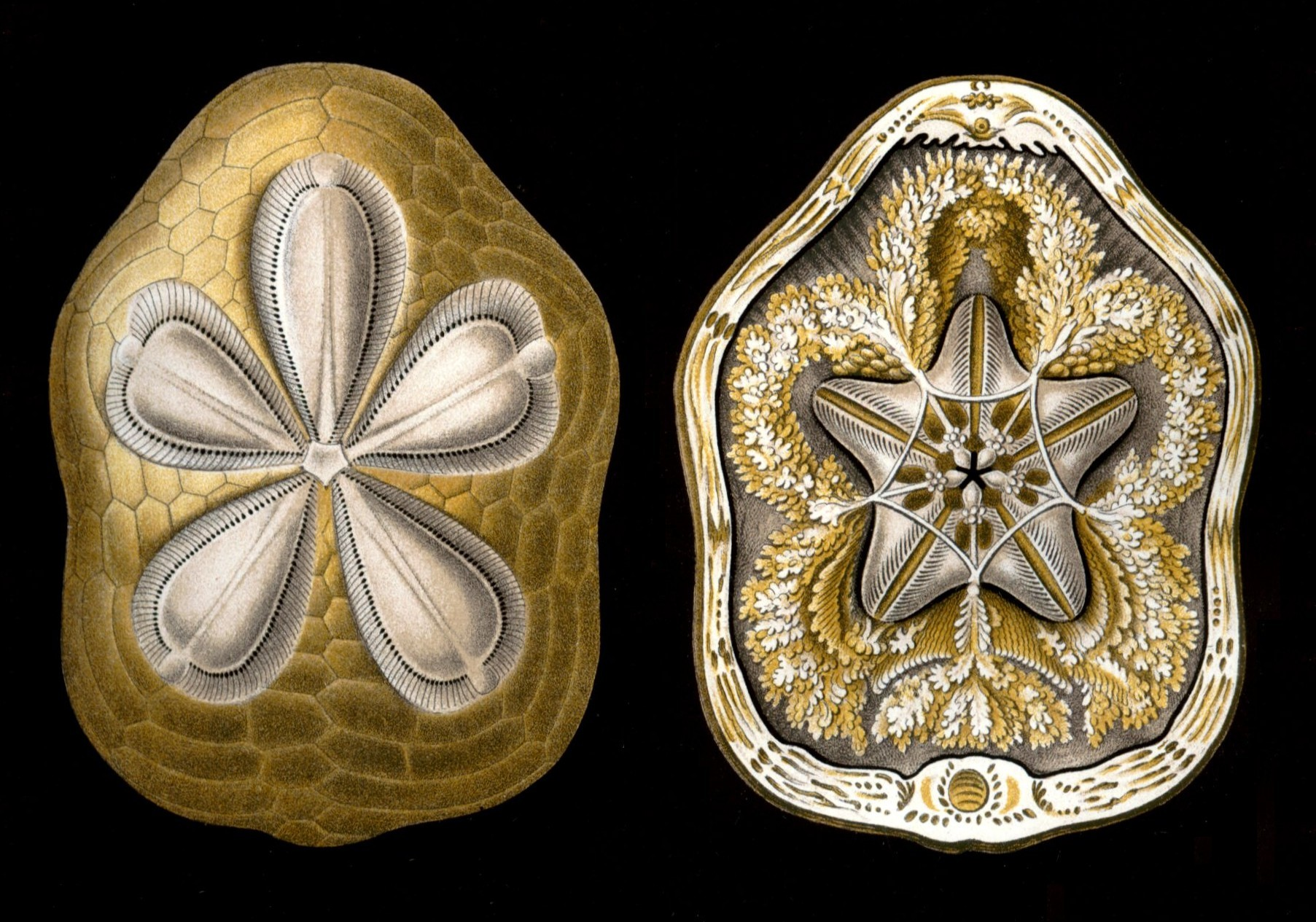
Rajz tüskétlen példányról és annak belsejéről